# Rhetorenschule
Rhetorenschulen waren Schulen, an denen die Schüler Techniken der wirkungsvollen Redeweise, der Rhetorik, erlernten. Diese waren besonders im antiken Griechenland und im Römischen Reich verbreitet. Weitere Informationen siehe Römische Erziehung.
Die Rhetorenschule war die Tertiärstufe, in denen die Söhne der Oberschichten auf ihre Laufbahn im Rechtswesen und in der Politik vorbereitet wurden.